# Virgule souscrite
Cette page contient des caractères spéciaux ou non latins. S’ils s’affichent mal (▯, ?, etc.), consultez la page d’aide Unicode.
La virgule souscrite ‹ ◌̦ › est un diacritique de l'alphabet latin utilisée en roumain mais aussi en letton, latgalien, live, lutsi. Celle-ci est parfois représentée en informatique par la cédille pour des raisons historiques.

## Utilisation
Historiquement, la virgule souscrite a eu la forme de la cédille et pour des raisons techniques n’a pas été différentiée de la cédille dans certains codages informatiques. Dans Unicode, la forme de la cédille comme virgule souscrite est notamment préférée en letton sous les lettres K, L, N, et anciennement R : K cédille ‹ Ķ ›, L cédille ‹ Ļ ›, N cédille ‹ Ņ › et R cédille ‹ Ŗ ›. Cette cédille à forme de virgule souscrite a aussi été préférée en roumain sous les lettres S, T (ou encore sous D dans les documents utilisant l’alphabet de transition historique) : S cédille ‹ Ş ›, T cédille ‹ Ţ ›, D cédille ‹ Ḑ ›. Cependant depuis 1998 et 1999, des caractères composés avec la virgule souscrite au lieu de la cédille (avec la forme de la virgule souscrite) sont utilisés en roumain : S virgule souscrite ‹ Ș › et T virgule souscrite ‹ Ț ›.
Comme le letton ou le dialecte letton latgalien, plusieurs langues de Lettonie utilisent aussi des lettres avec virgule souscrite pour indiquer leur palatalisation, notamment le latgalien de Sibérie dans les années 1920 et 1930 ‹ c̦, d̦, m̦, p̦, r̦, ș, ț, v̦, z̦ › et des langues fenniques comme le live ‹ ḑ, ļ, ņ, ŗ, ț › ou le lutsi ‹ b̦, ḑ, ģ, h̦, ķ, ļ, m̦, ņ, p̦, ŗ, ș, ț, v̦, z̦ ›.